# Смолова, Сибил
Сибил Смолова также Сивилла Смолова (нем. Sybil Smolowa; 17 сентября 1900 Прага, Австро-Венгрия — после 1934) — австро-чешская актриса

 эпохи немого кино, танцовщица

.

## Биография
Чешского происхождения. Активно снималась в шведском и немецком кинематографе. На съёмках в Варшаве встретилась с Фридрихом Цельником, который предложил ей отправиться с ним в Берлин.
В 1917 году немецкий прозаик Клабунд, как дань уважения посвятил ей свой рассказ «Болезнь», главной героиней которого, была вымышленная киноактриса «Сибил Линдквист».
Снималась в немом кино с 1914 до 1933 года. Сыграла роли в более 40 фильмах. В конце 1934 года ещё выступала в прямом эфире в радиопьесах.
О дальнейшей судьбе С. Смоловой ничего не известно.

## Избранная фильмография
- 1914: Der Schienenweg unterm Ozean
- 1915: Seelen, die sich nachts begegnen
- 1916: Werner Krafft
- 1917: Die Bronzeschale
- 1917: Eine Perle auf dunklem Grunde
- 1918: Fata Morgana
- 1918: Fiaker Nr. 101
- 1919: Hiob
- 1919: Das Geheimnis der alten Truhe
- 1919: Der Fall Tolstikoff
- 1919: Die Leibeigene
- 1919: Herbststürme
- 1919: Im Schatten des Glücks
- 1920: Das schwarze Amulett
- 1920: Der Abenteurer von Paris
- 1920: Die Geheimnisse von New York
- 1920: Florentinische Nächte. Die Abenteuer der Gräfin da Costa
- 1920: Moderne Sklaven
- 1921: Der Mann aus Neapel
- 1921: Die beiden Ehen des Edgar Hallinger
- 1921: Die Tragödie des Professor Dellon
- 1922: Die lebende Mumie
- 1924: Gott, Mensch und Teufel
- 1933: Анна и Элизабет